# Orchesella spectabilis
Orchesella spectabilis är en urinsektsart som beskrevs av Tycho Fredrik Hugo Tullberg 1871. Orchesella spectabilis ingår i släktet Orchesella, och familjen brokhoppstjärtar. Arten är reproducerande i Sverige.